# Teistholmen (Øygarden)
Pour l’article homonyme, voir Teistholmen.
Teistholmen est une île norvégienne dans le landskap Sunnhordland du comté de Vestland. Elle appartient administrativement à Øygarden.

## Géographie
Rocheuse et désertique, elle s'étend sur environ 207 m de longueur pour une largeur approximative de 146 m. 